# JAMA
Journal of the American Medical Association (Revista de la Asociación Médica Estadounidense) (JAMA) es una revista médica revisada por pares y publicada por la Asociación Médica Estadounidense de forma semanal desde 1883. Es una de las revistas médica de más amplia difusión en el mundo, la número 5 de la clasificación, en la categoría ciencias médicas y de la salud", del índice h5.

## Estructura y contenidos
JAMA publica artículos originales de investigación, revisiones, comentarios, editoriales, ensayos, noticias médicas, cartas al director y abstracts de todas las especialidades médicas y muchas ciencias básicas con investigaciones preclínicas.
Existe un consorcio de publicaciones denominado JAMA Network dependientes de la Asociación Médica Americana. La primera y con mayor índice de impacto es JAMA, de carácter médico general, existiendo revistas subespecializadas dentro del consorcio como JAMA Cardiology, JAMA Internal Medicine o JAMA Neurology.
Los 10 principios de JAMA son:
1. Mantener los más altos estándares de integridad editorial, independientemente de cualquier interés especial.
2. Publicar artículos originales, importantes, válidos y revisados por pares sobre una amplia gama de temas médicos.
3. Fomentar un debate responsable y equilibrado sobre cuestiones importantes que afectan a la medicina, la salud, la asistencia sanitaria y la política sanitaria.
4. Proveer a los médicos de educación continua en ciencias básicas y clínicas para apoyar las decisiones clínicas informadas.
5. Permitir a los médicos mantenerse informados en múltiples áreas de la medicina, incluyendo desarrollos en campos distintos al suyo propio.
6. Mejorar la salud y la atención sanitaria a nivel internacional elevando la calidad de la atención médica, la prevención de enfermedades y la investigación.
7. Informar a los lectores sobre los diversos aspectos de la medicina y la salud pública, incluyendo los aspectos políticos, filosóficos, éticos, legales, ambientales, económicos, históricos y culturales.
8. Reconocer que, además de estos objetivos específicos, JAMA tiene la responsabilidad social de mejorar la condición humana y promover la integridad de la ciencia.
9. Alcanzar el más alto nivel de periodismo médico ético y producir una publicación que sea oportuna, creíble y agradable de leer.
10. Utilizar las tecnologías para impulsar la innovación y mejorar la comunicación del contenido de las revistas.

El 11 de julio de 2016, JAMA publicó un artículo del presidente de los Estados Unidos Barack Obama titulado United States Health Care Reform: Progress to Date and Next Steps. Fue el primer artículo académico publicado por un presidente en ejercicio de Estados Unidos. En él argumentó a favor de políticas específicas que los futuros presidentes podrían seguir para mejorar la implementación de la reforma nacional de salud.

## Indexación y factor de impacto
La revista está indexada en el sistema MEDLINE/PubMed de la Biblioteca Nacional de Medicina de los Estados Unidos.
El índice h5 de la revista es de 211, siendo la número 5 en el ranking del índice h5 en la categoría Health and Medical Sciences y la número 4 en el ranking de Health and Medical Sciences (general). La número 1 del ranking The New England Journal of Medicine en 2019.
El factor de impacto según CiteScore de Scopus es de 6.98 en 2018. El SCImago Journal Rank en 2018 es de 7.477. El SNIP de 2018 es de 9.848.
La tasa de aceptación de la JAMA es del 10% de los más de 7200 manuscritos originales que recibe anualmente y del 4% de los más de 4.400 trabajos de investigación recibidos.

## Métricas de revista
2024
- Web of Science Group : 56.272
- Índice h de Google Scholar: 709
- Scopus: 14.891

Actualmente (2024) la revista JAMA ocupa el 4.º puesto en el apartado de "Ciencias médicas y de la salud" en Google Académico con un índice h5 de 286 

## Editores jefes
- Nathan S. Davis (1883–1888)
- John B. Hamilton (1889, 1893–1898)
- John H. Hollister (1889–1891)
- James C. Culbertson (1891–1893)
- Truman W. Miller (1899)
- George H. Simmons (1899–1924)
- Morris Fishbein (1924–1949)
- Austin Smith (1949–1958)
- Johnson F. Hammond (1958–1959)
- John H. Talbott (1959–1969)
- Hugh H. Hussey (1970–1973)
- Robert H. Moser (1973–1975)
- William R. Barclay (1975–1982)
- George D. Lundberg (1982–1999)
- Catherine D. DeAngelis (2000–2011)
- Howard Bauchner de la Universidad de Boston.(2011-2021)

El editora en jefe actual (2024) de la revista es Kirsten Bibbins-Domingo .